# Модуль сдвига

Сдвиговая деформация

Модуль сдвига — физическая величина, характеризующая способность материала сопротивляться сдвиговой деформации. Является вторым параметром Ламе ({\textstyle \mu }). Модуль сдвига определяется следующим соотношением:
{\displaystyle G={\frac {\tau _{xy}}{\gamma _{xy}}}={\frac {F/A}{\Delta x/l}}={\frac {Fl}{A\Delta x}},}
где
{\displaystyle \tau _{xy}=F/A} — касательное напряжение;
{\displaystyle F} — действующая сила;
{\displaystyle A} — площадь, на которую действует сила;
{\displaystyle \gamma _{xy}=\Delta x/l=\operatorname {tg} \theta } — сдвиговая деформация;
{\displaystyle \Delta x} — смещение;
{\displaystyle l} — начальная длина.
В международной системе единиц (СИ) модуль сдвига измеряется в паскалях (на практике — в гигапаскалях).
| Материал   | Значение модуля сдвига (ГПа) (при комнатной температуре) |
| ---------- | -------------------------------------------------------- |
| Алмаз      | 478                                                      |
| Сталь      | 79,3                                                     |
| Медь       | 45,5                                                     |
| Титан      | 41,4                                                     |
| Латунь     | 36,0                                                     |
| Стекло     | 26,2                                                     |
| Алюминий   | 25,5                                                     |
| Полиэтилен | 0,117                                                    |
| Резина     | 0,0006                                                   |

Модуль сдвига — одна из нескольких величин, характеризующих упругие свойства материала. Все они возникают в обобщённом законе Гука:
- модуль Юнга описывает поведение материала при одноосном растяжении,
- объёмный модуль упругости описывает поведение материала при всестороннем сжатии,
- модуль сдвига описывает отклик материала на сдвиговую нагрузку.

Модуль сдвига определяет способность материала сопротивляться изменению формы при сохранении его объёма. Всестороннему нормальному напряжению {\displaystyle s}, одинаковому по всем направлениям (возникающему, например, при гидростатическом давлении), соответствует модуль объёмного сжатия {\displaystyle K} — объёмный модуль упругости. Он равен отношению величины нормального напряжения {\displaystyle s} к величине относительного объёмного сжатия {\displaystyle D}, вызванного этим напряжением: {\displaystyle K={\frac {s}{D}}}.
У однородного изотропного материала модуль сдвига связан с модулем Юнга через коэффициент Пуассона:
{\displaystyle G={\frac {E}{2(1+\nu )}},}
где {\displaystyle \nu } — значение коэффициента Пуассона для данного материала.

## Волны
В однородных изотропных средах существует два типа упругих волн: продольные волны и поперечные волны. Скорости продольной {\displaystyle (c_{p})} и поперечной{\displaystyle (c_{s})} волн зависят от модуля сдвига:

{\displaystyle c_{p}={\sqrt {\frac {2G(1-\nu )}{\rho (1-2\nu )}}},\qquad \qquad c_{s}={\sqrt {\frac {G}{\rho }}}}

где
G — модуль сдвига
{\displaystyle \nu } — коэффициент Пуассона
{\displaystyle \rho } — плотность материала.

## Модуль сдвига (G) для некоторых веществ
| Материал    | Модуль сдвига G, ГПа |
| ----------- | -------------------- |
| Алюминий    | 26                   |
| Вольфрам    | 135                  |
| Германий    | 31                   |
| Дюралюминий | 27,6                 |
| Иридий      | 206                  |
| Латунь      | 35,2                 |
| Медь        | 40,7                 |
| Серебро     | 29,2                 |
| Серый чугун | 45,1                 |
| Сталь       | 82                   |